# Haute-Marne
Haute-Marne (oznaka 52) je francoski departma, imenovan po reki Marni, ki teče skozenj. Je v regiji Grand Est v severovzhodni Franciji, njegova prefektura je Chaumont. Leta 2019 je imela 172.512 prebivalcev.

## Zgodovina
Haute-Marne je eden od prvotnih 83 departmajev, ustanovljenih med francosko revolucijo 4. marca 1790. Ustanovljen je bil iz delov nekdanjih provinc Šampanje, Burgundije, Lorraine in Franche-Comté.
Marca 1814 je bila departmajska prefektura Chaumont nevede priča konca Prvega cesarstva. Prusija, Rusija, Združeno kraljestvo in Avstrija so 1. marca podpisale sporazum, ki prepoveduje kakršen koli individualni mirovni sporazum z Napoleonom I. in se bori do njegovega končnega poraza.
Med drugo svetovno vojno je bil Haute-Marne razdeljen pod nemško okupacijo. Kanal, ki teče od Marne do Saone, je služil kot meja, ki je delila departma na vzhod in zahod. Vzhod je bil »rezervirano območje«, namenjeno ustanovitvi nove nemške (ripuarske) države, medtem ko bi bilo na zahodu tradicionalno »okupirano območje«. Haute-Marne so končno osvobodili zavezniki v obliki divizije generala Leclerca med avgustom in septembrom 1944.

## Geografija
Haute-Marne je del regije Grand Est in je obkrožena z departmaji Meuse, Vogeze, Haute-Saône, Côte-d'Or, Aube in Marne.
Najvišja gora je Haut-du-Sac, na planoti Langres, na jugozahodu departmaja, ki se dviga do višine 516 m. Najnižje točke na 117 m so na ravninah Perthois in Der.
Departma je dobil ime po reki Marne, katere izvir je blizu Langresa. Ta reka teče 120 kilometrov znotraj departmaja. Departma je vzhodno od Pariškega bazena in je značilen po koncentričnem zaporedju sten pečin različnega geološkega izvora, usmerjenih v smeri severovzhod-jugozahod.

### Glavna mesta
Najbolj naseljena občina je Saint-Dizier; prefektura Chaumont je druga najbolj naseljena. Od leta 2019 obstaja 5 občin z več kot 3000 prebivalci:
| Občina       | Št. prebivalcev (2019) |
| ------------ | ---------------------- |
| Saint-Dizier | 22.928                 |
| Chaumont     | 21.847                 |
| Langres      | 7668                   |
| Nogent       | 3591                   |
| Joinville    | 3015                   |

## Turizem
Departma Haute-Marne ni znan departma, vendar ima to mirno ozemlje veliko zanimivih krajev za obisk. Dejansko je bil departma eden najmočnejših v francoski zgodovini zaradi metalurškega gospodarstva in je bil skozi zgodovino dežela konfrontacij.
Tako so se med drugimi primeri francoske verske vojne (od 1562 do 1598) začele s pokolom v Vassyju na severu departmaja Haute-Marne. Po tem dogodku so se začeli odprti vojaški spopadi po francoskem kraljestvu. Nantski edikt je posledica tega obdobja.
Utrjeno mesto Langres, znano po avtorju Encyclopédie Denisa Diderota, renesančni grad Joinville, jezero Der-Chantecoq (eno največjih umetnih jezer v Evropi), grad Chateau de Cirey, kjer je nekaj časa živel Voltaire z Émilie du Châtelet in vasica Colombey-les-Deux-Églises, kjer je Charles de Gaulle živel do svoje smrti, sta glavni znamenitosti.
Haute-Marne je dobro znan tudi po nekaterih znanih francoskih velikanih, kot so:
- Louise Michel; je bil učitelj in pomembna osebnost Pariške komune.
- Nicolas Camille Flammarion in njegov brat Ernest Flammarion
- Brata Goncourt sta najbolj znana po vsem svetu s Prix Goncourt, literarno nagrado, ki jo podeljuje akademija Goncourt za »najboljše in najbolj domiselno prozno delo leta«
- Albin Michel

- Pogled z obzidja Langresa
- Zasebna rezidenca Charlesa de Gaulla v Colombey-les-Deux-Églises
- Frankovski meč, odkrit v Saint-Dizierju
- Joinville
- Château Cirey-sur-Blaise